# ピエトロ・スパーダ
ピエトロ・スパーダ（イタリア語: Pietro Spada、1935年7月29日 - 2022年12月31日）は、イタリアのピアノ奏者、音楽学者。

## 生涯
1935年、ローマの法律家の家に生まれた。12歳からヴィート・カルネヴァッリにピアノを学び、サンタ・チェチーリア国立アカデミアのティート・アプレアの下で勉学をつづけて1956年に卒業した。その後はカルロ・ゼッキの薫陶を受け、ジョルジョ・フェデリコ・ゲディーニらに作曲法も学んだ。1958年にミラノでピアニストとしてデビューを飾り、ヨーロッパ各地のオーケストラと共演した。
1966年にフロリダ州立大学の客員教授としてピアノの指導に当たるようになり、その翌年からシンシナティ大学やインディアナ大学ブルーミントン校などでも教鞭をとった。アメリカで大学教員生活を送る中で助成金でムツィオ・クレメンティの交響曲の校訂を行い、ジョヴァンニ・パイジエッロ、ガエターノ・ドニゼッティやジョン・フィールドらの器楽作品の研究に勤しんだ。こうした研究成果を踏まえて、同僚の音楽学者のマッシモ・ボッカチーニと音楽出版社を立ち上げ、有名無名の作曲家の作品の校訂譜を出版した。